# Гойдалка (картина Ренуара)
«Гойдалка» (фр. La balançoire) — картина французького художника П'єра Огюста Ренуара, написана в 1876 році. Розмір картини — 92 × 73 см, розмір рами — 111 × 92 см.

## Історія

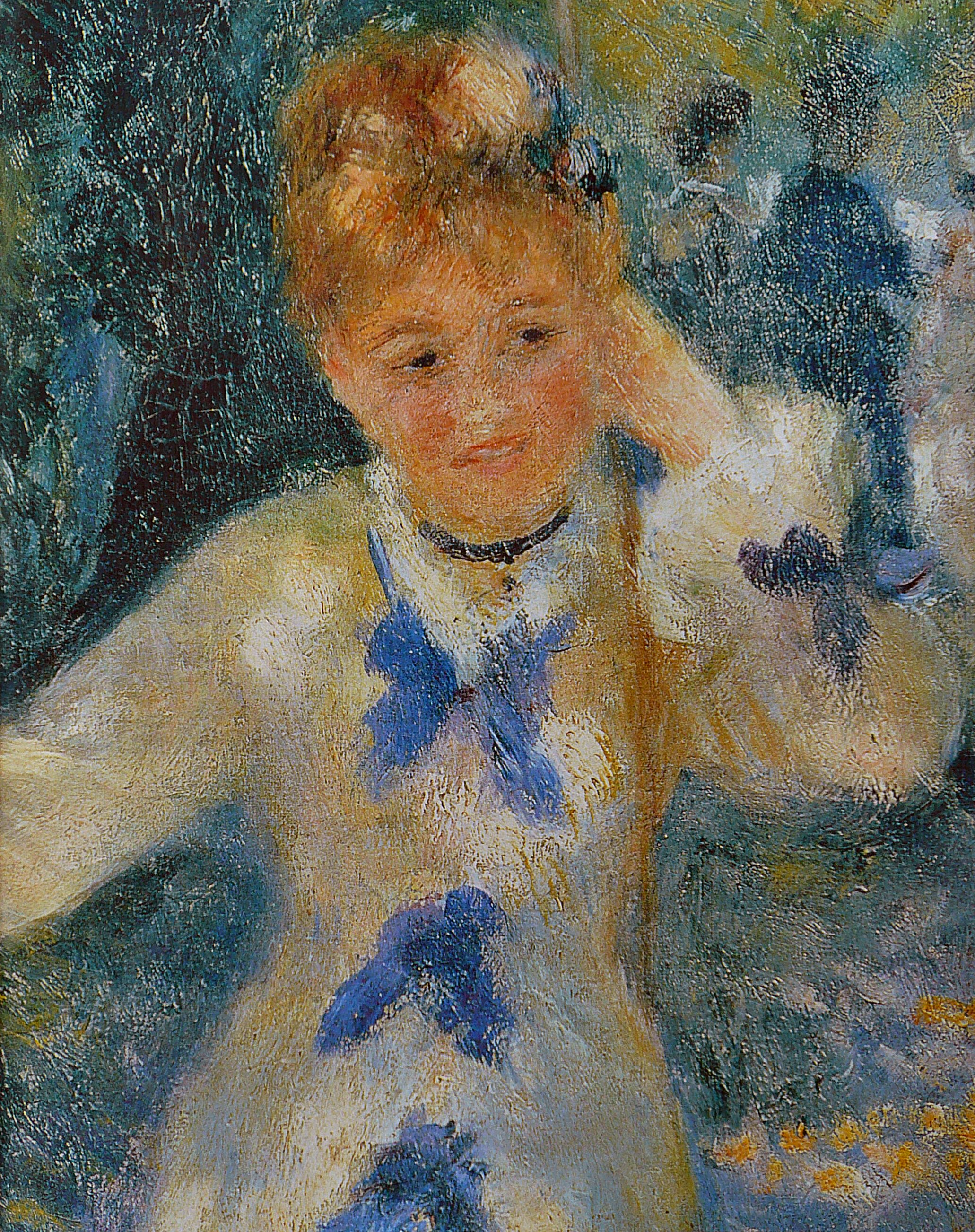
Деталь картини «Гойдалка»

Картина «Гойдалка» була написана в саду майстерні Ренуара. Жінку на гойдалці він писав з натурниці Маргарити Легран, з якою познайомився в 1875 році, і яка позувала також для картини «Бал в Мулен де ла Галетт» (вона померла від віспи в лютому 1879 року). Картина була виставлена на 3-й виставці імпресіоністів в 1877 році. З 1877 року картина «Гойдалка» перебувала в колекції французького художника Гюстава Кайботта Gustave Caillebotte. Після його смерті в 1894 році вона перейшла у власність держави і була передана в Музей в Люксембурзькому саду. З 1929 року картина перебувала у Луврі. З 1947 року картина «Гойдалка» виставлялася в Національній картинній галереї Же-де-Пом. У 1986 році картина була передана в Музей Орсе, де знаходиться досі .

## Опис
На картині зображена молода жінка в білосніжній драпірованій сукні з вертикальною лінією синіх бантиків. Вона стоїть на гойдалці, тримаючись руками за мотузки. Спиною до глядача, мабуть, розмовляючи з цією жінкою, стоїть чоловік у синьому піджаку і солом'яному капелюсі. Колір бантиків на сукні перегукується з піджаком пана в капелюсі. У лівій частині картини, біля дерева, стоїть інший чоловік і маленька дівчинка. На задньому фоні помітна група людей, силуети яких зливаються з навколишньою природою — не відразу і розглядиш. Але головне у полотні — зображення сонця, що проникає крізь листя, завдяки чому весь навколишній пейзаж виходить строкатим і живим.